# Старий Пічеур
Старий Пічеур (рос. Старый Пичеур) — село в Павловському районі Ульяновської області Російської Федерації.
Населення становить 586 осіб. Входить до складу муніципального утворення Пичеурське сільське поселення.

## Історія
Від 2004 року входить до складу муніципального утворення Пичеурське сільське поселення.

## Населення
| 2010 |
| ---- |
| 586  |